# Едгар Барсенас
Едгар Барсенас (шп. Édgar Yoel Bárcenas Herrera; 23. октобар 1993) панамски је фудбалер.

## Каријера
Барсенас је започео фудбалску каријеру у панамском клубу Араб Унидо. Дана 29. јула 2012. дебитовао је за тим у првенству Панаме против Плаза Амадора. Крајем јануара 2016. отишао је на позајмицу у хрватски клуб Сплит. Крајем јануара 2017. године прелази у мексички клуб Кафеталерос де Тапачула.

## Репрезентација
Дебитовао је 2014. године за репрезентацију Панаме. Био је уврштен у састав Панаме на Светском првенству у Русији 2018. године.